# Bayburt-Talsperre
Die Bayburt-Talsperre (türkisch Bayburt Barajı) befindet sich 6,5 km nördlich der Stadt Selim in der nordosttürkischen Provinz Kars.
Die Bayburt-Talsperre wurde in den Jahren 1995–2011 oberhalb der Ortschaft Bayburt am Bozkuş Deresi, einem linken Nebenfluss des Kars Çayı, errichtet.  
Die Talsperre dient der Bewässerung einer Fläche von 5237 ha und der Trinkwasserversorgung (18 Mio. m³ im Jahr). 
Das Absperrbauwerk ist ein Sand-Kies-Schüttdamm mit Lehmkern. 
Die Dammhöhe über Talsohle beträgt 52 m (nach anderen Quellen 57 m).
Das Dammvolumen beträgt 1,79 Mio. m³.  
Der Stausee bedeckt bei Normalstau eine Fläche von 3,52 km². 
Das Speichervolumen beträgt 52 Mio. m³.